# Auguste-Stift

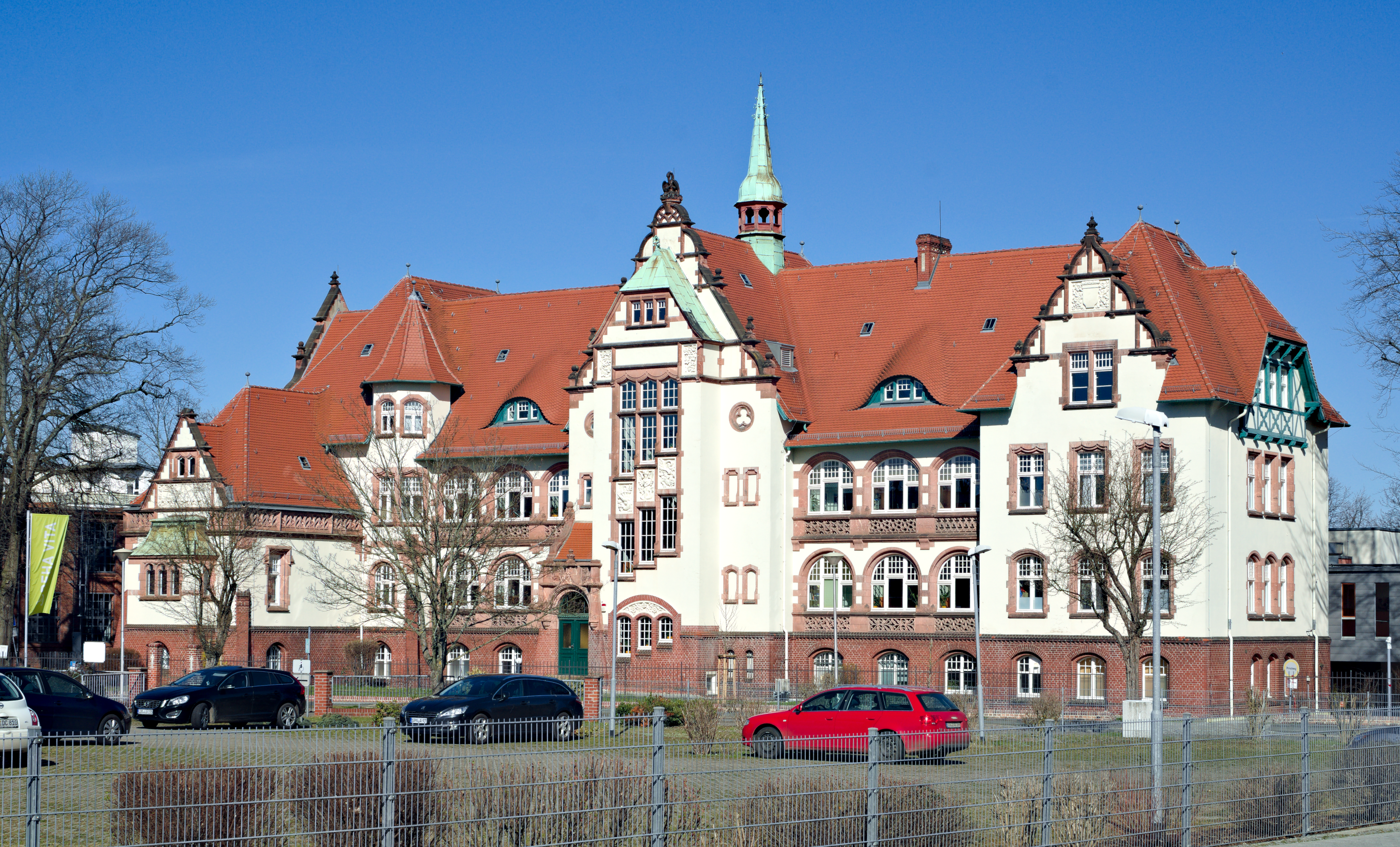
Straßenfassade des Auguste-Stifts

Das Auguste-Stift ist ein Gebäude, das sich in der Cottbuser Feigestraße 1 befindet. Es wurde bis 1900 von der Auguste-Stiftung errichtet, die 1897 mit dem Erbe von Auguste Löber, geborene Feige, gegründet wurde. Es diente als Wohnheim für alleinstehende, bedürftige Frauen der bürgerlichen Schichten. In der DDR wurde es als Altersheim benutzt. Heute beherbergt es ein Reha-Zentrum. Das Gebäude steht heute unter Denkmalschutz.

## Geschichte
Im Januar 1897 hinterließ Auguste Löber ihr gesamtes Vermögen zur Gründung einer sozialen Stiftung der Stadt Cottbus. Das Haus in der nach ihrer väterlichen Familie benannten Straße wurde als Teil der Stiftung erbaut und erhielt den Namen Auguste–Stift. Es sollte den in Cottbus geborenen, unbescholtenen, evangelischen Frauen aus dem Bürgerstand durch freien Wohnraum und finanzielle Unterstützung geholfen werden.
Das viergeschossige Gebäude entstand auf einem unbebauten Gelände der Familie Feige zwischen 1898 und 1900 nach einem Entwurf des Cottbuser Stadtbaumeisters Josef H. Richter. Für den plastischen Bauschmuck waren die Firma „Vereinigte Porphyrbrüche auf dem Rochlitzer Berge“ und der Betrieb des Bildhauers und Stuckateurs Walter Adler in Cottbus verantwortlich. Die Ausmalung übernahm G. Neumann, die farbig verglasten Fenster schuf P. Förster, beides Berliner Handwerksbetriebe. Es wurden 24 Zwei-Zimmer-Wohnungen, ein Speisesaal, ein Gebetsraum und Wirtschaftsräume geschaffen sowie ein Garten angelegt.
Das Gebäude wurde 1954/1955 von der Stadt Cottbus übernommen und zum Altenpflegeheim umgebaut. Eine umfassende Modernisierung erfolgte von 1985 bis 1987 unter Aufgabe der Gliederung in Kleinwohnungen, dabei wurden große Teile der Originalausstattung beseitigt. Es verschwanden die bauzeitlichen Türen, die Farbverglasungen, Paneele und die Bronzetafel mit dem Bildnis der Stifterin. Nach der Wende erfolgte die Rückübertragung des Grundstückes und des Hauses, 1998 gründete sich erneut ein Kuratorium aus sieben Mitgliedern. Das Gebäude wurde vermietet, durch die Einnahmen kann die Stiftung weiterhin ihre Aufgaben wahrnehmen. Von Oktober 2002 bis August 2003 sanierte der Mieter das Gebäude, an der Hoffront entstand ein 900 m² großer zweigeschossiger Anbau. Darin untergebracht sind ein Schwimm- und Bewegungsbad, Umkleide- und Saunaräume sowie Räume für eine medizinische Trainingstherapie. Das gesamte Gelände des heutigen Rehazentrums „Reha-Vita“ wurde behindertengerecht ausgestattet, beide Bauteile sind durch einen überdachten Gang verbunden. Den angrenzenden Park bepflanzte man mit Gehölzen und Blumen, es entstand ein Volleyballplatz am Ende der Anlage.

## Baubeschreibung
Das ehemalige Wohnheim ist ein Putzbau in malerischen Formen und mit klinkerverblendetem Sockel. Es besteht aus dem Haupttrakt und seitlichen Kopfbauten, wobei der südöstliche Bau risalitartig zur Straße vorgezogen wurde. Die Gebäudeansicht wird von den zentral angeordneten Risaliten, hohen Zwerchgiebeln, einem Eckturm sowie einem straßenseitigen Standerker belebt und von einer vielgestaltigen Dachlandschaft geprägt. Die ineinander geschobenen, unterschiedlich hohen Walm- und Satteldächer mit Fledermausgauben und verzierten Schornsteinköpfen ergeben ein prägnantes Bild. Weiterhin machen verschieden große Fenster mit Sprossen und Stabwerk sowie reicher Baudekor im Stil der Neorenaissance das Haus interessant. Der schmale Treppenhausvorbau unter gewalmtem Zwerchgiebel wird durch figürliches Stuckrelief sowie einem Anbau mit Hauptportal verziert, in dessen üppig dekorierter Front aus Porphyr-Tuff ist das Erbauungsdatum erkennbar. Am östlichen Teil des Stiftes bestechen die Giebel durch in grün gefasstes Fachwerk mit farbigem Material. Im Kontrast dazu steht der helle Glattputz mit mattrotem Porphyr-Tuff. Durch das zentrale Treppenhaus führt eine gerade dreiläufige Treppe. Das Geländer besticht durch Blattwerkschnitzereien, die Treppenhausdecke wird von profilierten Holzbalken geschmückt. In jeder Etage sind seitlich von der Treppe Wandelgänge mit Sitznischen angelegt. Das gesamte Grundstück wird von einem einfachen Lanzettfeldzaun umgeben, das im Gegensatz dazu schmuckvoll gestaltete Tor ist nicht mehr funktionstüchtig.

## Bedeutung
Das Stiftsgebäude ist baugeschichtlich ein künstlerisches Zeugnis der Wohlfahrtsarchitektur um 1900 und der historistischen Baukunst. Die Gebäudeproportionen, das Farbspiel und die kontrastreichen Formen sowie die Qualität des eingearbeiteten Bauschmuckes haben eine beachtliche Gesamtwirkung.